# Carini
Carini là một thành phố và cộng đồng (comune) thủ phủ tỉnh Palermo trong vùng Sicilia miền nam nước Ý.
Đô thị Carini có diện tích ki lô mét vuông, dân số thời điểm năm 31 tháng 5 năm 2005 là 28.733 người.
Đô thị Carini có các đơn vị dân cư (frazioni) sau:
Các đô thị giáp ranh: 